# NGC 6214
NGC 6214 је спирална галаксија у сазвежђу Змај која се налази на NGC листи објеката дубоког неба.
Деклинација објекта је + 66° 2' 23" а ректасцензија 16h 39m 31,8s. Привидна величина (магнитуда) објекта NGC 6214 износи 13,5 а фотографска магнитуда 14,3. NGC 6214 је још познат и под ознакама UGC 10507, MCG 11-20-24, CGCG 320-36, IRAS 16393+6608, PGC 58709.